# Catedral de San José (Temuco)

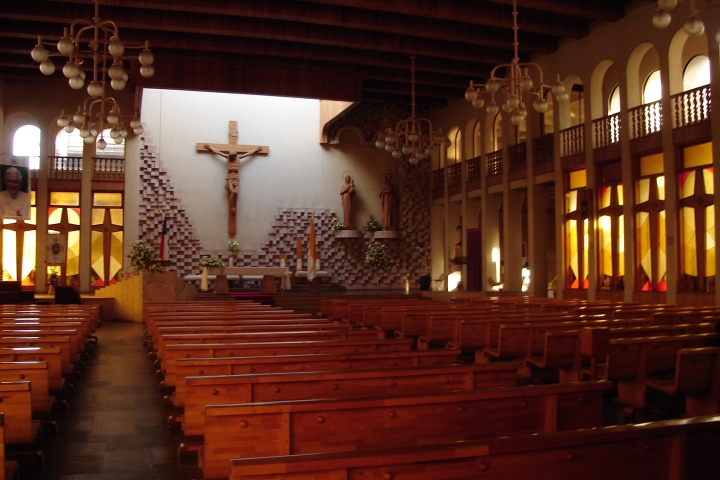
Interior de la Catedral de Temuco

La Catedral de San José, también conocida como la Parroquia del Sagrario, es una edificación ubicada en la ciudad de Temuco, Chile. Esta catedral es una de las construcciones eclesiásticas más nuevas en Chile. De líneas modernas la nueva edificación reemplazó a la antigua Catedral derrumbada en el Terremoto de 1960. La primera piedra de la nueva edificación fue colocada el 19 de marzo de 1981, para la fiesta de San José. Fue terminada recién en el año 1991.
El proyecto seleccionado escogido correspondió al del arquitecto Gerardo Rendel. Para su construcción se realizaron diversas campañas de recolección de fondos, entre ellas la llamada del metro cuadrado, la de los ventanales, la del cielo raso y del pavimento, y la campaña por las bancas. También hubo aportes del Santo Padre Juan Pablo II y de algunas iglesias extranjeras.

## La primera catedral
El 5 de mayo de 1926, la Iglesia Parroquial de San José adquirió el rango de Catedral cuando Monseñor Prudencio Contardo pasó a ser el primer Obispo Diocesano de Temuco. Esta iglesia fue construida entre 1908 y 1912. La iglesia poseía tres naves que tenía un retablo con la imagen de San José en el altar mayor y dos altares laterales, uno del Sagrado Corazón de Jesús y el otro de la Virgen del Carmen. Su fachada era de estilo neoclásico, armonizaba con el edificio de la Intendencia con el que colindaba.
El gran Cristo que se destaca actualmente en la fachada de la Parroquia Del Sagrario es el que presidía el altar de la antigua Catedral. La última Misa celebrada fue la de las 12:00 horas del 22 de mayo de 1960. Horas más tarde, el terremoto de 1960 destruyó en Temuco todas las construcciones de ladrillo sin amarras de concreto, entre ellas el edificio de la Intendencia y la Catedral.

## La nueva Catedral
Al entrar a la Catedral, no pasa desapercibida la iluminación natural que hay en el interior, gracias a los numerosos vitrales que hay desde la entrada principal hasta el fondo. El altar está tallado en piedra y es un detalle que se convierte en un sello propio de esta iglesia. El altar de piedra fue obsequiado por un donante anónimo. También fueron donación las imágenes del Cristo en la Cruz, de la Virgen -a quien se comenzó a llamar “Nuestra Señora de Temuco”- y la de San José. Estas imágenes fueron talladas en Valencia, España, según diseños que fueron escogidos y aprobados por la comisión organizadora de los trabajos. Las particulares puertas fueron talladas en roble por el artista Juan Antonio Ríos Cid, por orden del obispo Monseñor Sergio Contreras.
Al lado de la Catedral fue construida la Torre Campanario, uno de los edificios más altos de Temuco con 70 metros y 19 pisos. Parte de sus oficinas son arrendadas y algunas fueron vendidas para financiar la Catedral de Temuco. Todas las noches se ilumina la cruz católica que está a un costado de la torre.